# Liste du patrimoine mondial en Colombie
Cet article recense les sites inscrits au patrimoine mondial en Colombie.

## Statistiques
La Colombie ratifie la Convention pour la protection du patrimoine mondial, culturel et naturel le 24 mai 1983. Le premier site protégé est inscrit en 1984.
Début 2022, la Colombie compte 9 sites inscrits au patrimoine mondial : 6 culturels, 2 naturels et un mixte.
À la même date, le pays a également soumis 11 sites à la liste indicative : 8 culturels, 1 naturel et 2 mixtes.

## Listes

### Patrimoine mondial
Les sites colombiens suivants sont inscrits au patrimoine mondial en 2023. Les noms et les graphies sont celles choisies par l'UNESCO. Les superficies des biens transfrontaliers sont celles de leurs parties colombiennes. 
| Site                                                      | Département                | Type                              | Date | Superficie (ha) | Zone tampon (ha) | Lien | Notes | Coordonnées | Illus. |
| --------------------------------------------------------- | -------------------------- | --------------------------------- | ---- | --------------- | ---------------- | ---- | --- | --- | ------ |
| Centre historique de Santa Cruz de Mompox (es)            | Bolívar                    | Culturel, (iv), (v)               | 1995 | 54              | 237              | 742  | | 9° 13′ 59″ nord, 74° 25′ 59″ ouest |        |
| Parc archéologique de San Agustín                         | Huila                      | Culturel, (iii)                   | 1995 |                 |                  | 744  | Le bien comprend 3 zones distinctes : - San Agustín - Alto de los Ídolos - Alto de las Piedra                                                                                              | 1° 55′ 01″ nord, 76° 13′ 59″ ouest |        |
| Parc archéologique national de Tierradentro               | Cauca                      | Culturel, (iii)                   | 1995 | 39              |                  | 743  | Le bien comprend 5 zones distinctes : - Alto de Segovia - Alto del Duende - Alto de San Andrés - Alto del Aguacate - El Tablón                                                             | 2° 34′ 59″ nord, 76° 01′ 59″ ouest |        |
| Parc national de Chiribiquete - « La maloca des jaguars » | Caquetá, Guaviare          | Mixte, (iii), (ix), (x)           | 2018 | 2 782 354       | 3 989 683        | 1174 | | 0° 42′ 04″ nord, 72° 48′ 18″ ouest |        |
| Parc national de Los Katíos                               | Antioquia, Chocó           | Naturel, (ix), (x)                | 1994 | 72 000          |                  | 711  | Inscrit sur la liste du patrimoine mondial en péril entre 1994 et 2015. | 7° 40′ 01″ nord, 77° 00′ 00″ ouest |        |
| Paysage culturel du café de la Colombie                   | Caldas, Quindío, Risaralda | Culturel, (v), (vi)               | 2011 | 141 120         | 207 000          | 1121 | Le bien comprend 6 zones non-contiguës. | 5° 28′ 19″ nord, 75° 40′ 55″ ouest |        |
| Port, forteresses et ensemble monumental de Carthagène    | Bolívar                    | Culturel, (iv), (vi)              | 1984 |                 |                  | 285  | | 10° 25′ 01″ nord, 75° 31′ 59″ ouest |        |
| Qhapaq Ñan, réseau de routes andin                        | Nariño                     | Culturel, (ii), (iii), (iv), (vi) | 2014 | 8               | 93               | 1459 | Bien sériel transfrontalier commun avec l'Argentine, la Bolivie, le Chili, l'Équateur et le Pérou, consistant en des tronçons de routes et des sites archéologiques., 9 sites en Colombie. | 0° 48′ nord, 77° 39′ ouest, 0° 49′ 52″ nord, 77° 33′ 14″ ouest, 0° 54′ 47″ nord, 77° 34′ 05″ ouest, 0° 54′ 50″ nord, 77° 33′ 18″ ouest, 0° 54′ 43″ nord, 77° 27′ 54″ ouest, 0° 56′ 46″ nord, 77° 27′ 14″ ouest, 1° 03′ 07″ nord, 77° 25′ 55″ ouest, 1° 06′ 22″ nord, 77° 24′ 25″ ouest, 1° 08′ 20″ nord, 77° 21′ 47″ ouest |        |
| Sanctuaire de faune et de flore de Malpelo                | Valle del Cauca            | Naturel, (vii), (ix)              | 2006 | 857 500         |                  | 1216 | | 3° 58′ 01″ nord, 81° 37′ 01″ ouest |        |

### Liste indicative

#### Sites actuels
Les sites suivants sont inscrits sur la liste indicative au début 2022.
| Site                                                                                              | Département                   | Type                           | Date | Lien | Notes | Coordonnées | Illus. |
| ------------------------------------------------------------------------------------------------- | ----------------------------- | ------------------------------ | ---- | ---- | --- | --- | ------ |
| Réserve de biosphère Seaflower                                                                    | San Andrés                    | Naturel (ix), (x)              | 2007 | 5166 | | 12° nord, 82° ouest |        |
| Canal del Dique                                                                                   | Atlántico, Bolívar, Sucre     | Culturel (i), (iv)             | 2012 | 5756 | | 10° 09′ nord, 75° 30′ ouest |        |
| Cité universitaire de Bogota (es)                                                                 | Bogota                        | Culturel (i), (iv)             | 2012 | 5759 | | 4° 38′ 17″ nord, 74° 05′ 02″ ouest |        |
| Système hydraulique préhispanique du río San Jorge                                                | Bolívar, Córdoba, Sucre       | Culturel (iii), (iv), (v)      | 2012 | 5764 | Zone de la depresión momposina (es) | 9° 00′ nord, 74° 30′ ouest |        |
| Parcs nationaux de Tayrona et de la Sierra Nevada de Santa Marta et leurs sites archéologiques    | Cesar, La Guajira, Magdalena  | Mixte (iii), (iv), (v), (viii) | 2012 | 5765 | | 11° 16′ nord, 74° 03′ ouest 10° 52′ nord, 73° 43′ ouest |        |
| Temples de la doctrine catholique                                                                 | Cauca                         | Culturel (ii), (iv)            | 2012 | 5767 | Sept édifices religieux dans les municipalités d'Inzá et Páez : - San Miguel de Avirama - Santa Rosa de Suin - Antonio de Chinas - San Andrés de Pisimbalá - Santa Rosa de Lima - San Pedro Apóstol de Togoima - San Roque de Yaquivá                                                     | 2° 39′ 36″ nord, 75° 58′ 41″ ouest 2° 44′ 02″ nord, 76° 04′ 59″ ouest 2° 41′ 38″ nord, 76° 02′ 38″ ouest 2° 34′ 59″ nord, 76° 02′ 42″ ouest 2° 38′ 10″ nord, 75° 59′ 31″ ouest                                                                         |        |
| Infrastructures de la United Fruit Company                                                        | Magdalena                     | Culturel (iv), (vi)            | 2012 | 5770 | | 10° 49′ 16″ nord, 74° 10′ 01″ ouest |        |
| Sud de la province de Ricaurte (es)                                                               | Boyacá                        | Mixte (ii), (iii), (viii), (x) | 2012 | 5771 | Municipalités d'Arcabuco, Gachantivá, Sáchica, Santa Sofía, Sutamarchán, Tinjacá, Villa de Leyva | 5° 45′ 00″ nord, 73° 35′ 00″ ouest |        |
| Pont de l'Occident                                                                                | Antioquia                     | Culturel (i), (iv)             | 2012 | 5772 | | 6° 34′ 41″ nord, 75° 47′ 53″ ouest |        |
| Paysage culturel des cités lacustres de Cienaga Grande de Santa Marta et Medio Atrato             | Antioquia, Chocó, Magdalena   | Culturel (iv), (v)             | 2013 | 5842 | | 10° 52′ 01″ nord, 74° 25′ 01″ ouest |        |
| L'héritage architectural de Rogelio Salmona : un manifeste éthique, politique, social et poétique | Bogota, Bolívar, Cundinamarca | Culturel (ii), (iv)            | 2022 | 6600 | 7 édifices : - Résidences El Parque (es) - Maison des hôtes illustres (es) - Archives générales de la nation - Maison de Gabriel García Márquez - Bâtiment du doctorat en sciences humaines - université nationale de Colombie - Maison de Río Frío - Parc et bibliothèque Virgilio Barco | 4° 36′ 48″ nord, 74° 04′ 02″ ouest 10° 23′ 35″ nord, 75° 32′ 08″ ouest 4° 35′ 38″ nord, 74° 04′ 37″ ouest 10° 25′ 43″ nord, 75° 32′ 54″ ouest 4° 38′ 03″ nord, 74° 05′ 12″ ouest 4° 58′ 36″ nord, 74° 04′ 25″ ouest 4° 39′ 22″ nord, 74° 05′ 19″ ouest |        |

#### Anciens sites
Les sites suivants ont été inscrits sur la liste indicative, avant d'en être retirés par la suite. 
| Site | Date      | Lien | Notes                                                                            | Coordonnées                                                                         | Illus. |
| --- | --------- | ---- | -------------------------------------------------------------------------------- | ----------------------------------------------------------------------------------- | ------ |
| Parc national naturel d'Utría                                                                                              | 1988-1996 | 9117 |                                                                                  | 5° 59′ nord, 77° 21′ ouest                                                          |        |
| Parc national naturel El Tuparro                                                                                           | 1988-1996 | 9118 |                                                                                  | 5° 17′ nord, 68° 04′ ouest                                                          |        |
| Centre historique de Popayán                                                                                               | 1989      | 9972 |                                                                                  | 2° 25′ 59″ nord, 76° 37′ 01″ ouest                                                  |        |
| Buritaca 200 - Ciudad Perdida - Sierra Nevada de Santa Marta                                                               | 1993-2022 | 147  |                                                                                  | 11° 07′ 01″ nord, 77° 49′ 59″ ouest                                                 |        |
| Centre historique de Santa Fe de Bogota                                                                                    | 1999-2003 | 9791 |                                                                                  | 4° 36′ 50″ nord, 74° 04′ 44″ ouest                                                  |        |
| Îles Gorgona et de Malpelo, parcs nationaux maritimes côtiers et océaniques du Pacifique tropical de la Colombie orientale | 2005-2006 | 9681 | L'île de Malpelo est inscrite en 2006. Le reste de la proposition est abandonné. | 2° 58′ 03″ nord, 78° 10′ 49″ ouest                                                  |        |
| Paysage culturel du bassin inférieur du río Chicamocha                                                                     | 2012-2022 | 5757 |                                                                                  | 6° 49′ nord, 73° 01′ ouest                                                          |        |
| Paysage culturel des villes salines                                                                                        | 2012-2022 | 5761 | Nemocón, Tausa, Zipaquirá                                                        | 5° 03′ 58″ N, 73° 52′ 37″ O 5° 11′ 46″ N, 73° 53′ 10″ O 5° 01′ 23″ N, 74° 00′ 14″ O |        |
| Désert de la Tatacoa | 2012-2022 | 5766 |                                                                                  | 3° 14′ 02″ nord, 75° 10′ 16″ ouest                                                  |        |
| Bibliothèque Virgilio Barco                                                                                                | 2012-2022 | 5768 | Proposition fusionnée dans un ensemble plus vaste.                               | 4° 39′ 25″ nord, 74° 05′ 17″ ouest                                                  |        |